# Dubové (Banská Bystrica)
Dubové (em húngaro: Dobó) é um município da Eslováquia, situado no distrito de Zvolen, na região de Banská Bystrica. Tem 13,30 km² de área e sua população em 2018 foi estimada em 255 habitantes.

## Demografia
| Ano:        | 1994 | 2004   | 2014    | 2024    |
| ----------- | ---- | ------ | ------- | ------- |
| Broj ljudi: | 244  | 235    | 273     | 385     |
| Razlika:    |      | -3,68% | +16,17% | +41,02% |

| Ano:               | 2023 | 2024   |
| ------------------ | ---- | ------ |
| Número de pessoas: | 373  | 385    |
| Diferença:         |      | +3,21% |